# Irtysch-Karamay-Ürümqi-Kanal

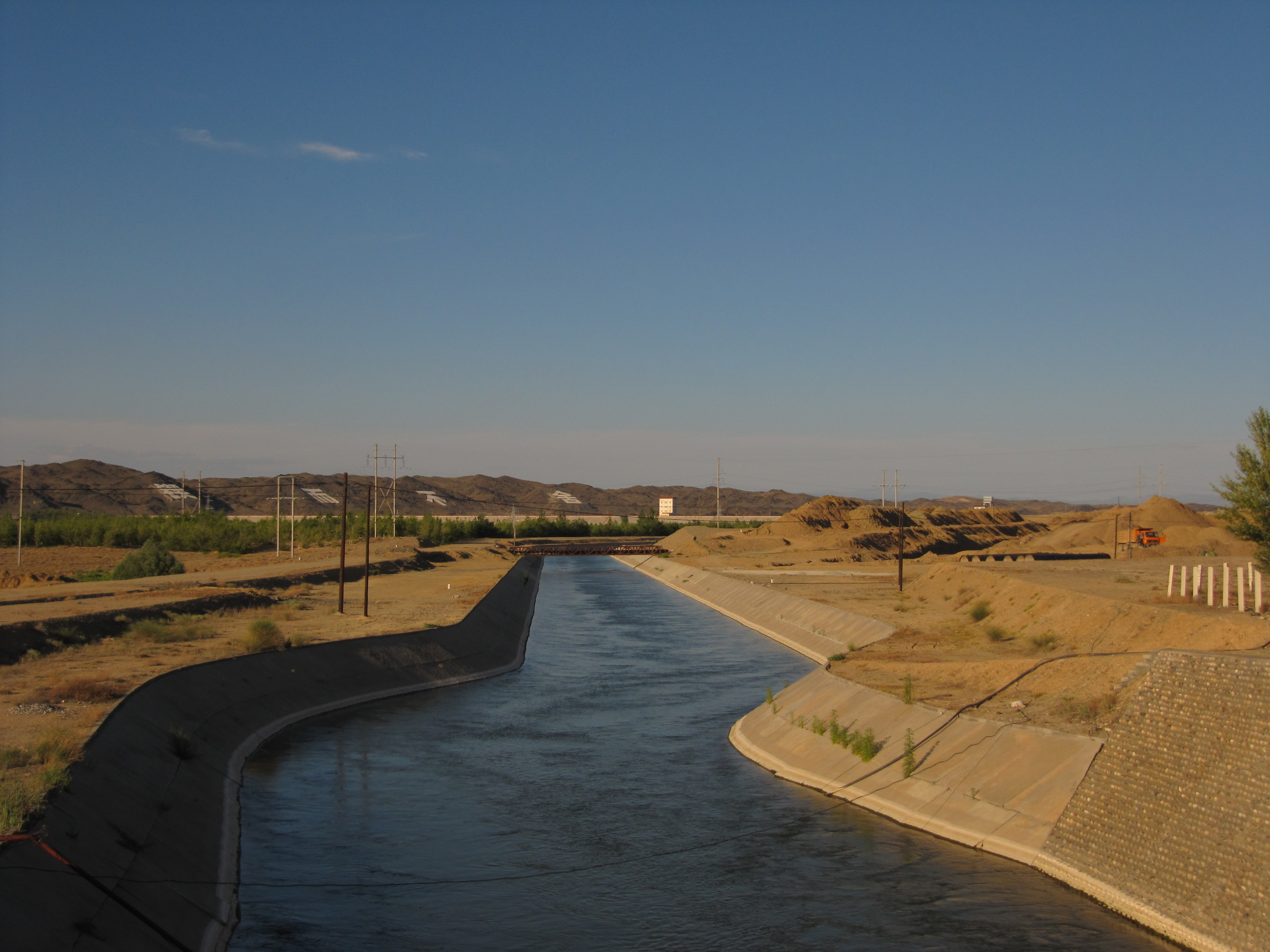
Der Irtysh-Karamay-Kanal am Anfang des Projekt 635 Reservoirs

Der Irtysch-Karamay-Ürümqi-Kanal, auch bekannt als Projekt 635, ist ein System von Kanälen und Stauseen, die für den Wassertransfer zum nördlichen Xinjiang im nördlichen China gebaut wurden. Dabei wird Wasser vom Fluss Irtysch (welcher über den Ob in den Arktischen Ozean mündet) in die sehr trockenen endorheischen Täler vom nördlichen Zentral-Xinjiang umgeleitet. Dort wird das umgeleitete Wasser für die Bewässerung in der Landwirtschaft und für die Bevölkerung genutzt.
Im chinesischen Sprachraum ist das System auch als „Projekt zur Wasserversorgung aus dem Irtysch“ bekannt ("引额供水"工程).
Nach Berechnungen der chinesischen Planer wird der Kanal schlussendlich 140.000 Hektar Land bewässern. Ein Hauptabnehmer des Wassers ist die Mineralölindustrie um Karamay.

## Geschichte
Die Idee der Wasserumleitung vom Irtysch zur Bewässerung in Zentralasien wurde bereits in der UdSSR im 20. Jahrhundert diskutiert. Trotzdem wurde der Großteil des Dawydow-Plans nie umgesetzt. Nur der kleine Irtysch-Qaraghandy-Kanal wurde in Zentral-Kasachstan gebaut. Der obere Verlauf des Irtysch liegt jedoch in China, und so war es die chinesische Regierung, die in den 1990ern begann, das Großprojekt umzusetzen, um Gebiete in Zentralasien, wie Xinjiang, zu bewässern. Das Projekt wurde im Jahr 2000 offiziell genehmigt, und der Bau begann kurz danach. Das erste umgeleitete Wasser erreichte Karamay im Jahre 2008.

## Beschreibung des Systems

### Hauptkanal
Der 134 km lange Hauptstammkanal (总干渠) des Irtysch-Karamay-Ürümqi-Systems beginnt am Projekt-635-Damm am oberen Irtysch, in Fuhai im Bezirk Burultokay der Präfektur Altay. Der Kanal bewegt sich dann in südliche und südwestliche Richtung zum Fluss Ulungur. Es ist dort viel Landwirtschaft durch die künstliche Bewässerung über das umgeleitete Wasser aus dem Kanals entstanden.
Der Hauptkanal kreuzt den Fluss Ulungur über eine Kanalbrücke. Der Hauptstammkanal ist in zwei Äste unterteilt: Ein westlicher Ast (西干渠), welcher nach Karamay fließt, und ein östlicher Ast (东干渠), der nach Ürümqi fließt.

### Westlicher Teil des Kanals
Vom Knotenpunkt der drei Äste fließt der westliche Ast in südwestliche Richtung entlang des Dsungarischen Beckens am Fuß seiner Berge.
Der westliche Teil des Irtysch-Karamay-Kanals kreuzt den Fluss Baiyang mit einer Kanalbrücke flussaufwärts von der urbanen Region des Bezirks Urho.
An dem Punkt, an dem der Kanal die Innenstadt von Karamay erreicht, wird der 8,5 km lange Abschnitt Karamay (克拉玛依河, Kèlāmǎyī hé) genannt oder Stadtfluss (穿城河, Chuān chéng hé) und liegt im Zentrum des Stadtparks von Karamay. Der Kanal endet im Aykula-Stausee (阿依库勒水库) südlich von der Innenstadt von Karamay.
Weitere Stauseen wurden entlang des Kanals errichtet, unter anderem:
- das Fengcheng Reservoir im nördlichen Urho
- ein Stausee im Bezirk Baijiantan
- das Sanping Reservoir (三平水库) in Karamay

### Östlicher Teil des Kanals
Vom Knotenpunkt der drei Kanaläste führt der zuletzt erbaute 420 km lange östliche Teil zuerst in einen Tunnel. Nach dem Tunnel verläuft der Ast durch die fast unbewohnte Wüste Gurbantünggüt. Er erreicht den Tian-Shan-Gürtel von Siedlungen bei Daquan (大泉牧场) in Fukang. Über verzweigte Kanaläste versorgt der östliche Teil des Kanalsystems verschiedene Stauseen in Fukang und endet dann im „Reservoir 500“ (“500”水库) an der Grenze zwischen Fukang und dem Regierungsbezirk Midong.

### Tunnel
Es gibt mehrere Tunnel entlang des Kanals, wie zum Beispiel den Dingshan-Tunnel, welcher 7,415 km lang ist.

## Mehr Wasserzufuhr für den Kanal
Das Projekt-635-Reservoir soll nicht nur den Irtysch-Karamay-Ürümqi-Kanal mit Wasser versorgen, sondern auch noch ausreichend Zufluss für den Fluss Irtasch gewährleisten, um die lokale Landwirtschaft und das Ökosystem am Leben zu halten. Um diese Balance besser auszugleichen, wird von den Behörden ein neues Projekt geplant mit dem Namen „Projekt zum Transfer von Wasser vom Westen in den Osten“ (西水东引工程). Dabei soll ein Kanal konstruiert werden, um Wasser vom Burqin-Shankou-Stausee im Fluss Burqin zum Projekt 635 am Irtysch zu bringen. Obwohl der Burqin ein Nebenfluss des Irtysch ist, fließen beide Flüsse in der Stadt Burqin zusammen, was 100 km flussabwärts vom Projekt-635-Damm passiert. Ohne das „Projekt zum Transfer von Wasser vom Westen in den Osten“ würde das Wasser nicht mehr das Projekt 635 erreichen.

## Kritik
Chinas Projekt 635 und der daraus resultierende verminderte Wasserfluss aus dem Irtysch in Gebiete außerhalb von China wurde von anderen Ländern wie Russland und Kasachstan kritisiert. Kasachstan betreibt zum Beispiel mehrere Wasserkraftwerke entlang des Irtysch und versorgt sein eigenes Wasserumleitungssystem, den Irtysch-Qaraghandy-Kanal, über das Flusswasser.